# Paluani
La Paluani è stata un'azienda italiana attiva nel settore alimentare, con sede e stabilimento a Dossobuono, frazione di Villafranca di Verona, specializzata nella produzione di dolci da ricorrenza. 
Nel 2022 ha terminato la propria esistenza come società per azioni autonoma, allorché (a seguito di un lungo periodo di crisi) è stata dapprima messa in concordato preventivo, per poi cedere marchi, know-how e attività (compreso lo stabilimento di Dossobuono) alla newco Paluani 1921 S.r.l. controllata dalla multinazionale tedesca Katjes International attraverso la Sperlari di Cremona, che da allora prosegue la produzione e commercializzazione dei relativi prodotti. 
L'originaria Paluani S.p.A. ha mantenuto parte del patrimonio immobiliare ed è stata successivamente dichiarata fallita nel 2023.

## Storia

### Le origini: la Paluani Giuseppe e la Premiata Offelleria Cometti
La società Paluani Giuseppe fu costituita nel 1921 a Verona come ditta individuale su iniziativa del signor Giuseppe Paluani. La ditta, che operava in un laboratorio sito in Via San Salvatore Vecchio 4, nel centro storico della città scaligera, fin dai primi anni, si specializzò nella produzione di pandori, dolci lievitati e budini. La sua produzione fu ampliata anche al panettone, avendo poco tempo dopo acquisito la Premiata Offelleria Cometti, storica pasticceria veronese fondata nel 1894, all'epoca l'unica nella città scaligera a produrre il dolce milanese.

### Gli anni sessanta e il passaggio a Campedelli e Cordioli. La Prodotti Paluani S.p.a.

Luigi Campedelli

L'impresa, che nel secondo dopoguerra aveva spostato le attività in Corso Milano 27, mantenne caratteristiche artigianali fino alla prima metà degli anni settanta. In difficoltà finanziarie, nel 1968 le sue attività vennero rilevate al Tribunale fallimentare da Luigi Campedelli e Gino Cordioli, che costituirono la Prodotti Paluani. Nel 1971, Campedelli divenne amministratore unico della ditta, che nel frattempo venne risanata, e due anni più tardi, nel 1973, trasformata in società per azioni.
Nel 1976, sede e produzione dell'azienda vennero spostate in un moderno complesso industriale a Dossobuono, frazione di Villafranca di Verona. Diversi anni più tardi, nel 1989, lo stabilimento venne ampliato con la linea dedicata alla produzione delle uova di cioccolato pasquali. Paluani si affermò da allora come una delle più grandi aziende del suo settore a livello nazionale.

### La Paluani S.p.a.
Nel 1992, Campedelli morì improvvisamente e la guida dell'azienda — che mutò ragione sociale in Paluani S.p.A. — venne affidata al dottor Renato Tengattini, che da allora ne fu presidente.

### Il concordato preventivo
Nell'ottobre 2021, dopo che la squadra di calcio del Chievo, di proprietà della famiglia Campedelli, è stata esclusa dai campi professionistici di calcio per i debiti nei confronti dell'erario, la Paluani, proprietaria dell'82,2% del capitale della società calcistica, ha chiesto il concordato preventivo per evitare il fallimento a causa del forte indebitamento con le banche. Commissari giudiziari sono stati nominati Matteo Creazzo, avvocato, e Andrea Rossi, commercialista che dovevano presentare un piano industriale per l'azienda dolciaria entro la fine di febbraio 2022. Sulla crisi aziendale, incideva anche l'emergenza COVID-19 e il lockdown deciso dal governo italiano all'inizio del 2020, che ne aveva fermato le attività produttive e causato il crollo delle vendite e del fatturato. La situazione debitoria dell'azienda veronese in concordato preventivo ammontava a 43 milioni di euro.

### La cessione a Sperlari (Katjes International) e lo scorporo in due rami
Nel giugno 2022, il Tribunale di Verona metteva all'asta i beni dell'azienda, che comprendevano marchi, uso dello stabilimento, licenze e linee produttive dedicate alla preparazione dei dolci tipici da ricorrenza, per un valore complessivo pari a 7,5 milioni di euro. L'unica offerta viene presentata dalla multinazionale tedesca Katjes International, attraverso la sua controllata italiana Sperlari, che l'11 giugno, con 7,6 milioni di euro si aggiudicava il marchio Paluani ed i nomi dei dolci, le ricette, e i diversi brevetti e disegni, messi all'asta, ai quali sono stati aggiunti 400 mila euro di valutazione del magazzino. Nella medesima operazione, si verifica anche il passaggio di 48 dipendenti in organico. Tali nuove attività confluiscono quale ramo d'azienda in una nuova società, denominata Paluani 1921 S.r.l., al fine di valorizzare il nome e la storia dell'azienda veronese.
L'originaria Paluani S.p.a. della famiglia Campedelli diviene a sua volta un ramo d'azienda, proseguendo la propria esistenza essenzialmente in relazione agli asset immobiliari ed alla sede, all'interno della quale prosegue la produzione.

### Il concordato e il fallimento della Paluani Spa
Nel 2023 la situazione debitoria peggiora, portando all'apertura di una procedura in concordato nel tentativo di salvaguardare l'attività produttiva. Però, a fronte di un ammontare complessivo di debiti a quasi 82 milioni di euro, l'importo disponibile per il soddisfacimento dei creditori arriva a soli 815.660 euro. Nonostante poi le richieste dei commissari del concordato, non vengono fornite dai soci e dagli amministratori né garanzie né piani sufficienti; gli apporti finanziari dei soci e degli amministratori, pari a circa 1,7 milioni di euro, erano privi di garanzie, e mancano strumenti giuridici per assicurare la vendita redditizia dei beni immobiliari di Dossobuono. In tale prospettiva, per impedire ulteriori peggioramenti, il 25 maggio 2023,  il Tribunale di Verona, contestando all'azienda una serie di criticità fra le quali le scarse possibilità di riuscire a soddisfare i creditori, revoca la procedura di concordato dichiarando il fallimento della Paluani Spa, dopo 102 anni di operato. Il fallimento riguarda principalmente la proprietà dei soli immobili, progressivamente alienati, per cui saranno nominati nuovi curatori, e di alcuni macchinari.
Il fallimento però non impatta sulla prosecuzione della produzione a marchio Paluani, in virtù dello scorporo e della cessione a Katjes avvenuti un anno prima.

## Informazioni e dati
La Paluani S.p.A., con sede e stabilimento a Dossobuono, frazione di Villafranca di Verona, nell'omonima provincia, è stata un'azienda attiva nella produzione e commercializzazione di dolci da ricorrenza e di merende. Nella categoria dei dolci da ricorrenza, in particolare pandori, panettoni e colombe pasquali, era la quarta a livello nazionale nel suo settore.
La compagine sociale della Paluani S.p.A. vedeva la signora Maria Adua Cardi-Campedelli, vedova del patron e presidente scomparso nel 1992, azionista di maggioranza relativa con una quota del 45%. Il resto delle azioni risultava posseduto dalla signora Berta Ciardi, sorella della precedente (35%), da Piero Campedelli (10%) e dagli eredi Cordioli (10%).
Nel 2020, l'azienda contava 90 dipendenti, e realizzava un fatturato 53,7 milioni di euro, ed una perdita d'esercizio di 1,7 milioni.
Nel 2021, marchio, stabilimento e attività produttive sono passate alla Paluani 1921 S.r.l., con sede e stabilimento a Dossobuono, controllata dalla multinazionale tedesca Katjes International attraverso la Sperlari di Cremona.

## Spot pubblicitari
Durante il periodo natalizio, la ditta pubblicizza i suoi prodotti, in particolare il pandoro, sui principali canali televisivi. Uno dei suoi spot più noti è del 1984, creato dal regista veronese Mauro Vittorio Quattrina, che, ispirandosi al film Il paradiso può attendere, vedeva un angelo che portava in Paradiso la cosa "più buona" che aveva trovato sulla terra, cioè il Pandoro Paluani.

## Sponsorizzazioni
Paluani è stata sponsor del Chievo, di cui l'azienda era proprietaria dal 1968. Nel periodo compreso tra il 1981 e il 1986 ha anche dato nome alla squadra (che si chiamava, per l'appunto, Paluani Chievo). Il nome della ditta è comparso sulle divise della formazione clivense, di cui Luca Campedelli, figlio di Luigi, era presidente, ininterrottamente fino al 2006, e dal 2008 in avanti, dopo il ritorno della squadra in Serie A.

## Controversie
Il 26 febbraio 2018, Paluani, insieme ad altre aziende e catene di distribuzione, è diventata oggetto di una campagna promossa contro l'impiego di uova provenienti da galline allevate in gabbia. Il successivo 8 marzo l'azienda ha annunciato che entro il 31 dicembre 2019 tutti i propri prodotti non avrebbero più contenuto uova provenienti da allevamenti in gabbia.